# Probolomyrmex vieti
Probolomyrmex vieti is een mierensoort uit de onderfamilie van de Proceratiinae. De wetenschappelijke naam van de soort is voor het eerst geldig gepubliceerd in 2006 door Eguchi, Yoshimura & Yamane.